# Alain Sals
Alain Sals (7 juin 1942 - 5 septembre 2018) est un facteur d'orgues du Vaucluse.

## Biographie
Son premier contact avec l'orgue se produit à l'église Saint-Jean-de-Malte d'Aix-en-Provence grâce à l'organiste Galician, et dès qu'il le peut, il entre chez Jean-Albert Négrel, organier à Roquevaire, qui entretenait et réparait beaucoup d'instruments en Provence et ses alentours, ce qui lui permet de connaître intimement ces instruments. Puis il part 2 ans au Mans chez Pierre Chéron auprès duquel il acquiert une solide formation et notamment le goût d'un mécanisme précis, solide et sûr, grâce au beau-fils de celui-ci, Yves Sévère. Mais sa formation esthétique et une plus grande diversité de savoir, il les doit surtout à Philippe Hartmann, en 1963, dans le Jura, avant de s'installer en Provence, d'abord à Malaucène en 1965, puis à Entrechaux dans le Vaucluse. Cette région est alors riche en instruments anciens mais plus ou moins à l'abandon et il entreprend de redonner vie à ce patrimoine en restaurant les orgues de Pertuis, Malaucène, Pernes-les-Fontaines, Caromb, Notre-Dame des Doms à Avignon, Forcalquier, Manosque, Saint-Guilhem-le-Désert, Alès, Sète. Depuis, son activité s'étend dans la France entière tant pour la construction d'instruments neufs que pour la restauration d'instruments historiques. Il a formé et travaillé avec Gérald Guillemin durant 8 ans puis a été associé à Charles Henry.

## Principales réalisations

### En matière de restauration
- Alès (Gard), cathédrale St Jean-Baptiste, 1733, Charles Boisselin, Jean-François Lépine, Th.Puget, quasi reconstruction
- Avignon (Vaucluse) métropole Notre-Dame-des-Doms, "orgue doré" de Mentasti Giovanni 1820
- Besançon, église de la Madeleine, 1850 Claude-Ignace Callinet, avec Jean Deloye (1986)
- Bollène, collégiale Saint-Martin, 1818 Jean-François Borme & Charles Gazeau, (1983)
- Caromb (Vaucluse), Notre Dame des Grâces, 1703, Pierre Galeran & Charles Boisselin
- Crozon (Finistère), XVIIe et XVIIIe siècles
- Forcalquier (Alpes-de-Haute-Provence), concathédrale, 1848, Prosper-Antoine Moitessier
- L'Isle-sur-la-Sorgue, collégiale N.D. des Anges (1648-1827), réharmonisation selon Mentasti 1982
- Lauris, Notre-Dame-de-la-Purification, 1830 Jean-François Borme & Charles Gazeau (1966)
- Lorgues, collégiale Saint-Martin, Augustin Zeiger 1836, reconstruction (1993)
- Malaucène (Vaucluse), St Michel & St Pierre, 1713, Charles Boisselin
- Manosque, ancienne cathédrale Saint-Sauveur
- Montbéliard (Doubs), temple Saint-Martin 1755-1843-1899 Perny-Callinet-Bédeville (1988)
- Pernes-les-Fontaines (Vaucluse), 1740
- Pertuis (Vaucluse), St Nicolas, 1601 Pierre Marchand, 1703 Deschamps, 1825 Jean-François Borme & Charles Gazeau
- Piedicroce (Corse), Sts Pierre & Paul, 1636
- Riez, ancienne cathédrale N.D. de l’Assomption 1847, restauration en 1980
- Pignans (Var), Notre-Dame de la Nativité, Jean-Esprit Isnard 1776 et Frédéric Junck 1847
- Saint-Gilles du Gard (Gard), abbatiale, 1708, Pierre Galeran & Charles Boisselin
- Saint-Guilhem-le-Désert (Hérault), 1789, Jean-Pierre Cavaillé
- Saint-Lizier (Ariège), cathédrale St Lizier, 1660
- Saint-Savin-en Lavedan (Hautes-Pyrénées), 1557
- Sète (Hérault), St Louis, 1850
- Sorèze (Tarn), 1867, Thiébaut Maucourt

### En matière de construction
- Avignon (Vaucluse), conservatoire

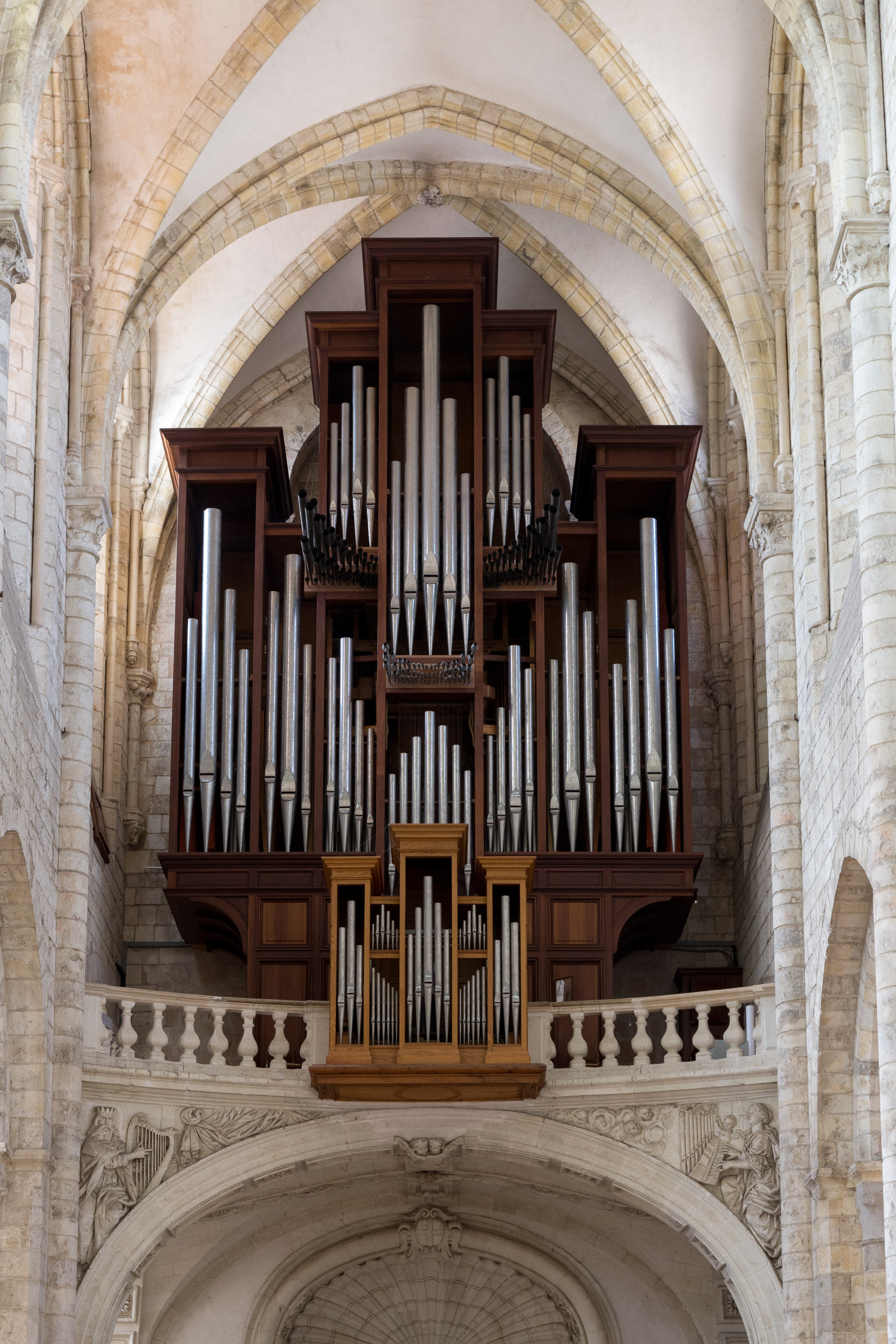
Saint-Benoît-sur-Loire

- Avignon (Vaucluse), église des Italiens
- Entrechaux (Vaucluse), église Saint Laurent la neuve depuis novembre 2016 (auparavant à Beaumont du Ventoux, puis Mirabel aux Baronnies, en projet vers Sault)[3],[4] sur base "orgue en ruine ... de Moittessier 1840 environ" (Alain Sals le 03-04-2017)
- Jouques (Bouches-du-Rhône), les Bénédictines
- Marseille (Bouches-du-Rhône), conservatoire
- Montpellier (Hérault), les Dominicains
- Nyons (Drôme), Temple
- Saint-Benoît-sur-Loire (Loiret), abbaye bénédictine de Fleury 1982-83, 35 jeux sur III/Ped
- Saint-Genest-Lerpt (Loire) qu'il considérait en 1976 comme sa meilleure réalisation - 1972, 3 claviers
- Sète (Hérault), les deux églises successives de la Corniche (Notre Dame Souveraine du Monde)[5]

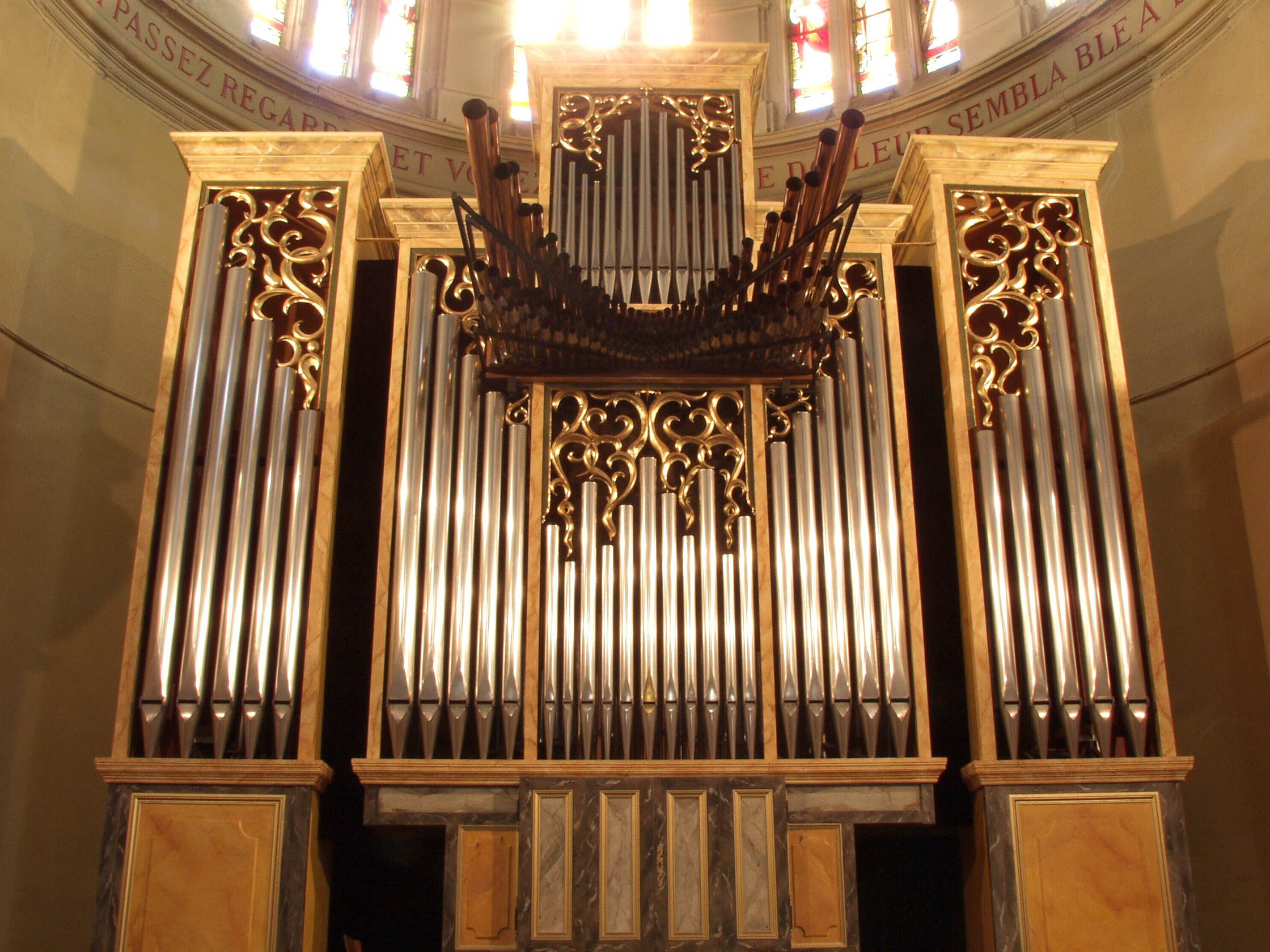
Saint-Genest-Lerpt

- Solliès-Ville (Var)

### Depuis son association avec Charles Henry dont il a fait son successeur
- 1994 : Saint-Savin-en Lavedan,Hautes-Pyrénées
- 2002/2005 : Saint-Jean-Pied-de-Port,Pyrénées-Atlantiques